# Olympische Sommerspiele 1912/Leichtathletik – Weitsprung (Männer)
Der Weitsprung der Männer bei den Olympischen Spielen 1912 in Stockholm wurde am 12. Juli 1912 im Stockholmer Olympiastadion ausgetragen. 30 Athleten nahmen daran teil. 
Olympiasieger wurde der  US-Athlet Albert Gutterson. Calvin Bricker aus Kanada gewann die Silbermedaille, Bronze ging an den Schweden Georg Åberg.

## Rekorde
Die Leichtathletik-Weltrekorde waren damals noch inoffiziell.

### Bestehende Rekorde
| Weltrekord         | 7,61 m | Peter O’Connor ( Großbritannien) | Dublin, IRL         | 5. August 1901 |
| Olympischer Rekord | 7,48 m | Frank Irons ( USA)               | OS London 1908, GBR | 22. Juli 1908  |

Peter O’Connors Weltrekord wurde nach der Gründung des Weltleichtathletikverbandes IAAF 1912 nachträglich anerkannt. Der geborene Ire O’Connor startete offiziell für das Vereinigte Königreich Großbritannien und Irland.

### Rekordverbesserung
Der US-amerikanische Olympiasieger Albert Gutterson verbesserte den bestehenden olympischen Rekord im Wettkampf am 12. Juli um zwölf Zentimeter auf 7,60 m.

## Durchführung des Wettbewerbs
Alle dreißig Springer hatten drei Versuche, die in drei unterschiedlichen Gruppen absolviert wurden. Die besten drei Athleten – hellblau hinterlegt – absolvierten anschließend weitere drei Sprünge, wobei die Weiten der ersten drei Durchgänge berücksichtigt wurden.
Anmerkung: Die jeweils besten Weiten sind fett gedruckt.

## Legende
Kurze Übersicht zur Bedeutung der Symbolik – so üblicherweise auch in sonstigen Veröffentlichungen verwendet:
| – | verzichtet |
| x | ungültig   |

## Qualifikation
Datum: 12. Juli 1912

### Gruppe A

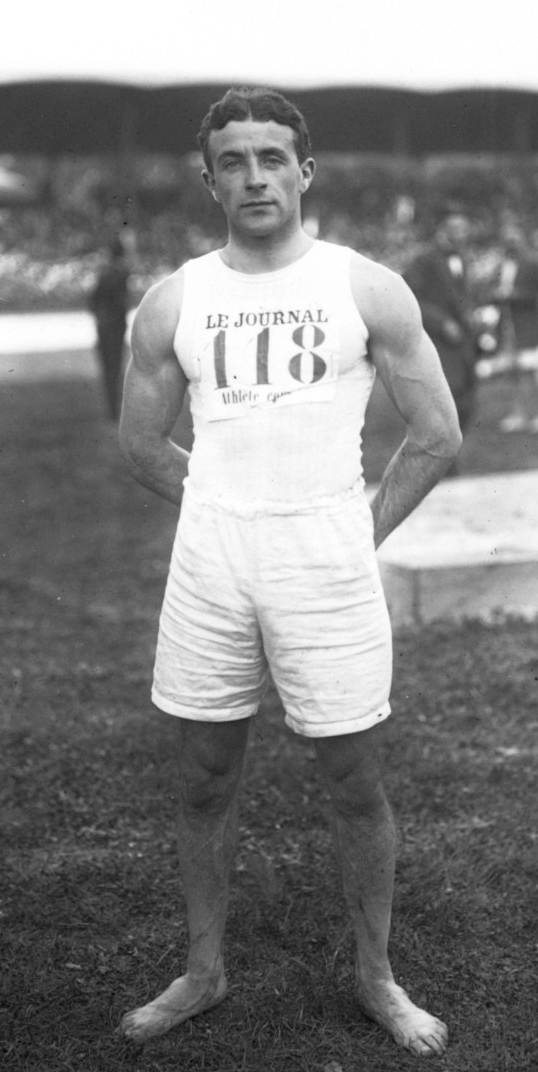
André Campana – im Endresultat auf Platz sechzehn

| Platz | Name              | Nation             | Resultat  | 1. Versuch | 2. Versuch | 3. Versuch |
| ----- | ----------------- | ------------------ | --------- | ---------- | ---------- | ---------- |
| 1     | Albert Gutterson  | Vereinigte Staaten | 7,60 m OR | 7,60       | 7,48       | 7,25       |
| 2     | Georg Åberg       | Schweden           | 7,18 m    | 7,04       | 6,70       | 6.99       |
| 3     | Fred Allen        | Vereinigte Staaten | 6,94 m    | x          | 6,94       | 6.91       |
| 4     | Robert Pasemann   | Deutsches Reich    | 6,82 m    | 6,82       | 6,80       | 6.54       |
| 5     | Frank Irons       | Vereinigte Staaten | 6,80 m    | x          | 6,80       | 6.72       |
| 6     | André Campana     | Frankreich         | 6,64 m    | 6,21       | 6,64       | 6,55       |
| 7     | Angelo Tonini     | Italien            | 6,44 m    | 6,25       | 6,44       | x          |
| 8     | Aleksandr Schultz | Russland           | 6,15 m    | 5,80       | 5,97       | 6,15       |
| 9     | Emil Kukko        | Finnland           | 6,11 m    | 6,11       | 5,92       | 5.98       |
| 10    | Pál Szalay        | Ungarn             | 5,98 m    | 5,98       | x          | x          |

### Gruppe B

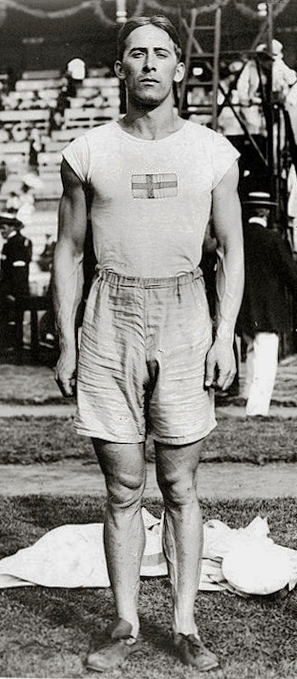
Rang siebzehn im Endresultat für Charles Lomberg

| Platz | Name               | Nation             | Resultat | 1. Versuch (m) | 2. Versuch (m) | 3. Versuch (m) |
| ----- | ------------------ | ------------------ | -------- | -------------- | -------------- | -------------- |
| 1     | Calvin Bricker     | Kanada             | 7,21 m   | 6,92           | 7,07           | 7,21           |
| 2     | Eugene Mercer      | Vereinigte Staaten | 6,97 m   | 6,97           | 6,84           | 6.84           |
| 3     | Henry Ashington    | Großbritannien     | 6,78 m   | 6,61           | 6,78           | x              |
| 4     | Ferdinand Bie      | Norwegen           | 6,75 m   | 6,75           | 6,70           | 6,36           |
| 5     | Sidney Abrahams    | Großbritannien     | 6,74 m   | 6,74           | 6,54           | 6,52           |
| 6     | Nils Fixdal        | Norwegen           | 6,71 m   | 6,71           | x              | 6,65           |
| 7     | Charles Lomberg    | Schweden           | 6,62 m   | 6,44           | 6,52           | 6,62           |
| 8     | Viktor Franzl      | Österreich         | 6,57 m   | 6,57           | 6,53           | 6,50           |
| 9     | Philipp Ehrenreich | Österreich         | 6,14 m   | 5,95           | 6,10           | 6,14           |
| 10    | Nándor Kovács      | Ungarn             | 5,96 m   | -              | x              | 5,96           |
| 11    | Arthur Maranda     | Kanada             | 5,87 m   | 5,87           | 5,72           | 5,86           |
| NM    | Paul Fournelle     | Luxemburg          | ogV      | x              | x              | x              |

### Gruppe C

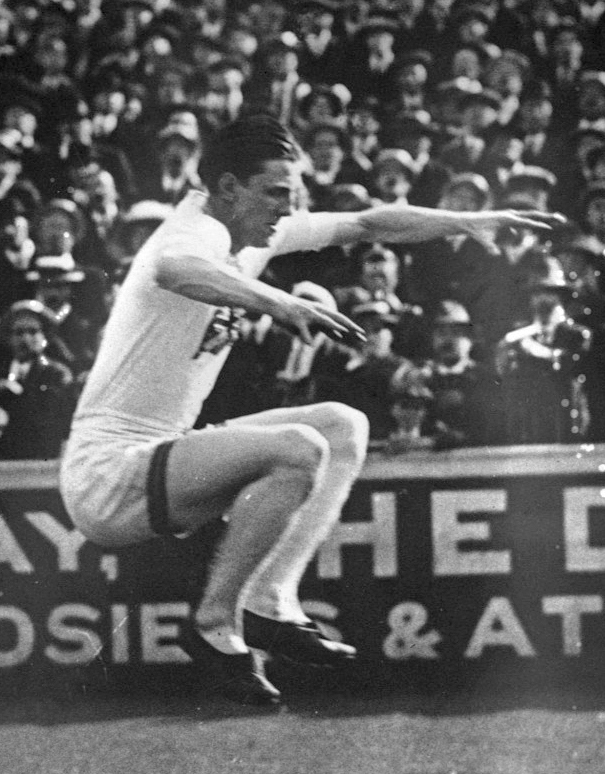
Philip Kingsford – im Endresultat Fünfzehnter

| Platz | Name              | Nation             | Resultat | 1. Versuch (m) | 2. Versuch (m) | 3. Versuch (m) |
| ----- | ----------------- | ------------------ | -------- | -------------- | -------------- | -------------- |
| 1     | Harry Worthington | Vereinigte Staaten | 7,03 m   | 7,03           | 6,96           | 6.65           |
| 2     | Jim Thorpe        | Vereinigte Staaten | 6,89 m   | 6,89           | 6,89           | 6.62           |
| 3     | Edward Farrell    | Vereinigte Staaten | 6,71 m   | 6,71           | 6,36           | 6,46           |
| 4     | Philip Kingsford  | Großbritannien     | 6,65 m   | 6,52           | 6,65           | 6,33           |
| 5     | Patrik Ohlsson    | Schweden           | 6,28 m   | 6,28           | 6,28           | x              |
| 6     | Gustav Betzén     | Schweden           | 6,24 m   | 6,24           | x              | x              |
| 7     | Alfredo Pagani    | Italien            | 5,95 m   | 5,89           | 5,95           | x              |
| 8     | Manlio Legat      | Italien            | 5,50 m   | x              | 5,50           | x              |

## Finale
Datum: 12. Juli 1912
| Platz | Name             | Nation             | Resultat  | Bester Versuch aus dem Vorkampf (m) | 1. Versuch (m) | 2. Versuch (m) | 3. Versuch (m) |
| ----- | ---------------- | ------------------ | --------- | ----------------------------------- | -------------- | -------------- | -------------- |
| 1     | Albert Gutterson | Vereinigte Staaten | 7,60 m OR | 7,60                                | 7,18           | 7,09           | 7,09           |
| 2     | Calvin Bricker   | Kanada             | 7,21 m    | 7,21                                | 7,04           | 6.85           | x              |
| 3     | Georg Åberg      | Schweden           | 7,18 m    | 7,04                                | 6,98           | 7,18           | 6,63           |

## Endresultat
| Platz | Name              | Land               | Weite     |
| ----- | ----------------- | ------------------ | --------- |
| 1     | Albert Gutterson  | Vereinigte Staaten | 7,60 m OR |
| 2     | Calvin Bricker    | Kanada             | 7,21 m000 |
| 3     | Georg Åberg       | Schweden           | 7,18 m000 |
| 4     | Harry Worthington | Vereinigte Staaten | 7,03 m000 |
| 5     | Eugene Mercer     | Vereinigte Staaten | 6,97 m000 |
| 6     | Fred Allen        | Vereinigte Staaten | 6,94 m000 |
| 7     | Jim Thorpe        | Vereinigte Staaten | 6,89 m000 |
| 8     | Robert Pasemann   | Deutsches Reich    | 6,82 m000 |
| 9     | Frank Irons       | Vereinigte Staaten | 6,80 m000 |
| 10    | Henry Ashington   | Großbritannien     | 6,78 m000 |
| 11    | Ferdinand Bie     | Norwegen           | 6,75 m000 |
| 12    | Sidney Abrahams   | Großbritannien     | 6,74 m000 |
| 13    | Edward Farrell    | Vereinigte Staaten | 6,71 m000 |
| 13    | Nils Fixdal       | Norwegen           | 6,71 m000 |
| 15    | Philip Kingsford  | Großbritannien     | 6,65 m000 |

| Platz | Name               | Land       | Weite  |
| ----- | ------------------ | ---------- | ------ |
| 16    | André Campana      | Frankreich | 6,64 m |
| 17    | Charles Lomberg    | Schweden   | 6,62 m |
| 18    | Viktor Franzl      | Österreich | 6,57 m |
| 19    | Angelo Tonini      | Italien    | 6,44 m |
| 20    | Patrik Ohlsson     | Schweden   | 6,28 m |
| 21    | Gustav Betzén      | Schweden   | 6,24 m |
| 22    | Aleksandr Schultz  | Russland   | 6,15 m |
| 23    | Philipp Ehrenreich | Österreich | 6,14 m |
| 24    | Emil Kukko         | Finnland   | 6,11 m |
| 25    | Pál Szalay         | Ungarn     | 5,98 m |
| 26    | Nándor Kovács      | Ungarn     | 5,96 m |
| 27    | Alfredo Pagani     | Italien    | 5,95 m |
| 28    | Arthur Maranda     | Kanada     | 5,87 m |
| 29    | Manlio Legat       | Italien    | 5,50 m |
| NM    | Paul Fournelle     | Luxemburg  | ogV    |

Neun der auf den Rängen eins bis fünfzehn platzierten Athleten sprangen ihre Bestweite im jeweils ersten Versuch. Im zweiten Durchgang gelang dem Kanadier Calvin Bricker, vorher auf Platz fünf, mit 7,07 Metern der Sprung ins Finale. Mit seinem dritten Sprung verbesserte er sich auf 7,21 Meter. Albert Gutterson erreichte schon im ersten Versuch 7,60 Meter und wurde damit Olympiasieger. Diese Weite, nur ein Zentimeter unter der Weltrekordweite, bedeutete neuen olympischen Rekord.
Der im Weitsprung siebtplatzierte Jim Thorpe wurde wie im Zehnkampf 1913 vom IOC disqualifiziert, weil er bei einem Baseballspiel gegen die Amateurregeln verstoßen hatte. Diese Disqualifikation wurde vom IOC im Jahre 1982 für nichtig befunden und Thorpes erzielte Resultate wurden wieder anerkannt.

## Bildergalerie

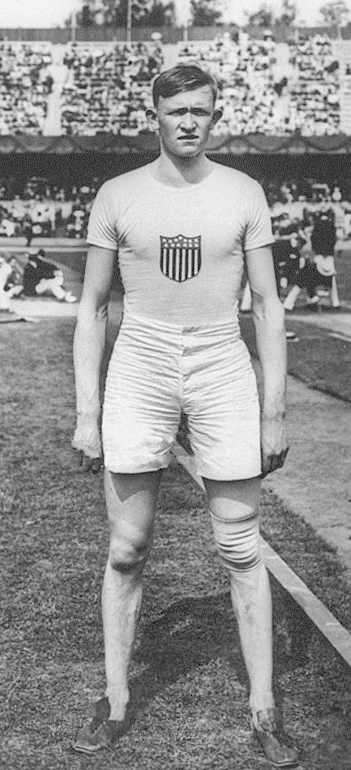
Olympiasieger Albert Gutterson
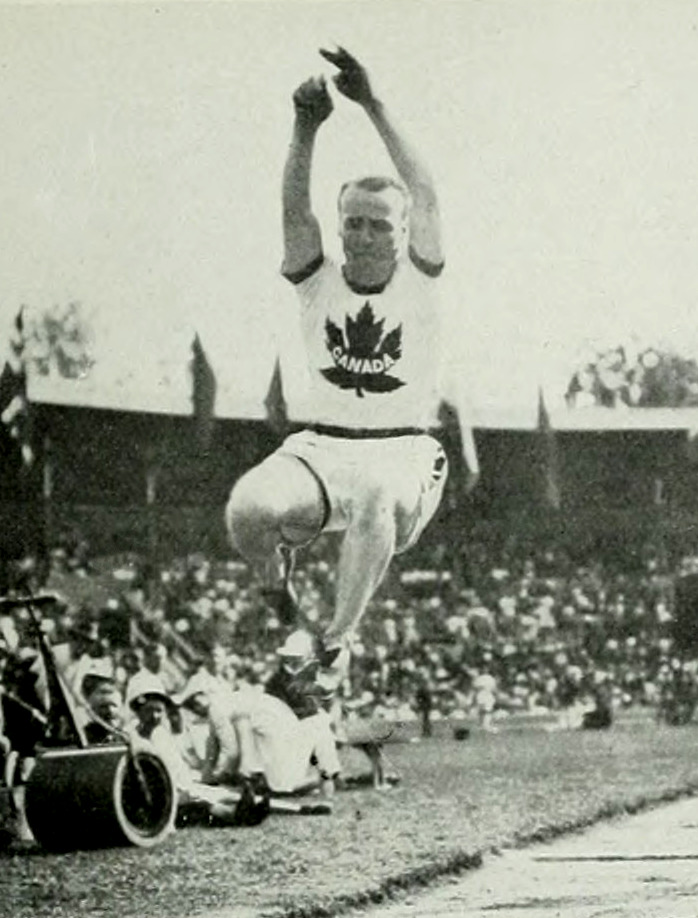
Calvin Bricker, Gewinner der Silbermedaille
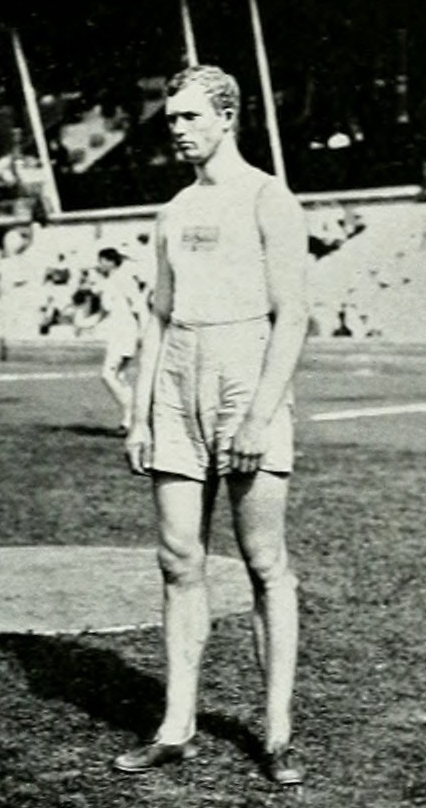
Bronzemedaillengewinner Georg Åberg
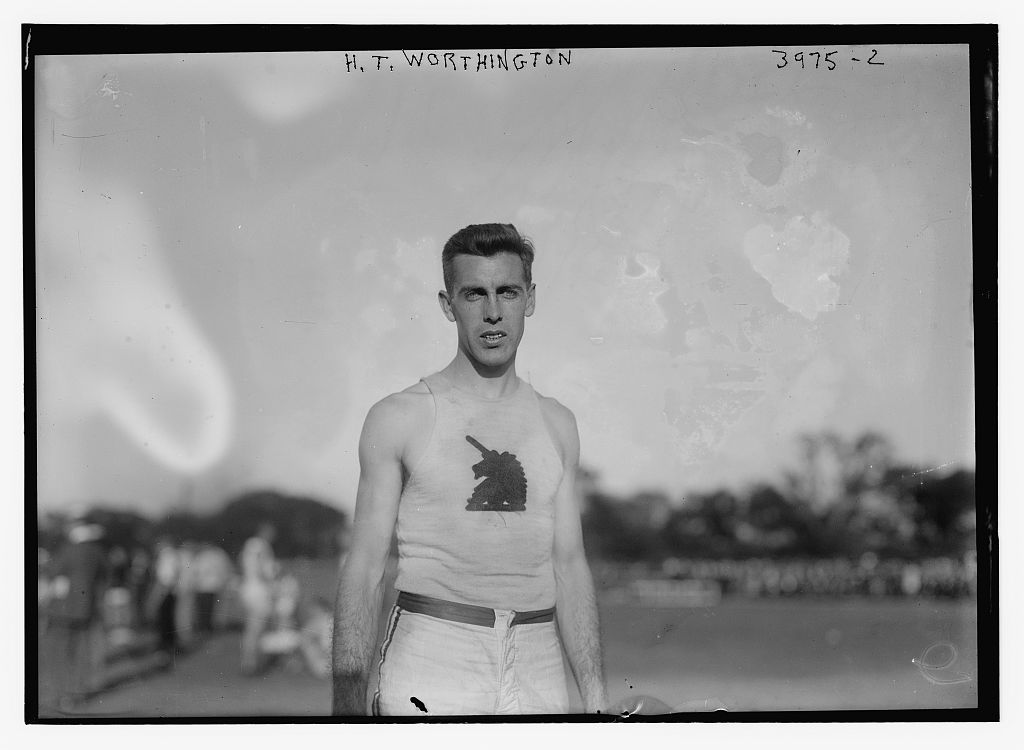
Harry Worthington belegte Rang vier
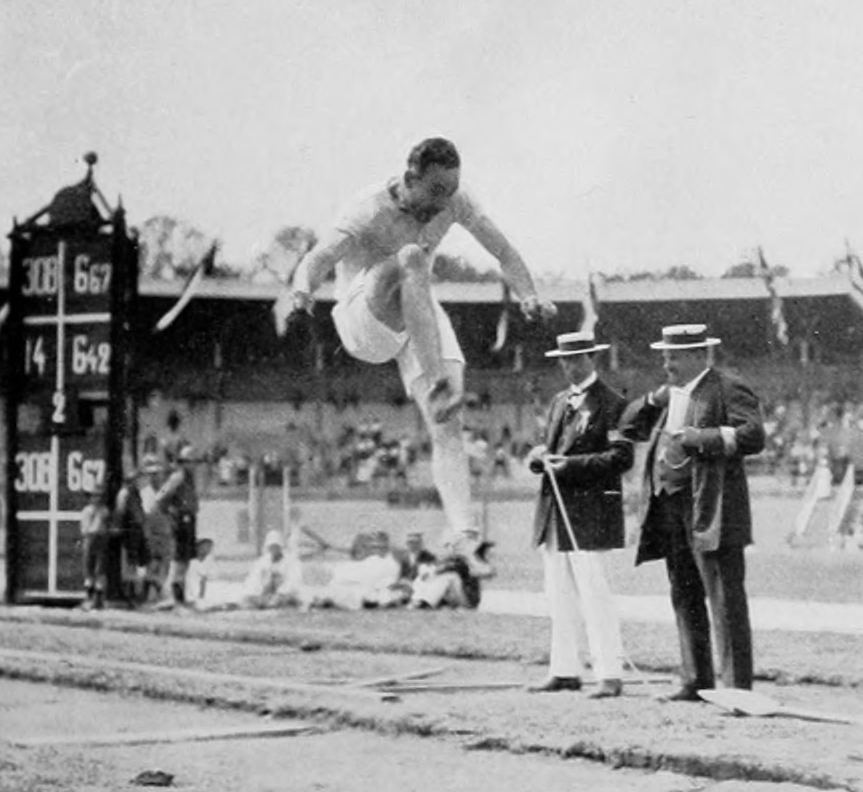
Rang fünf für Eugene Mercer
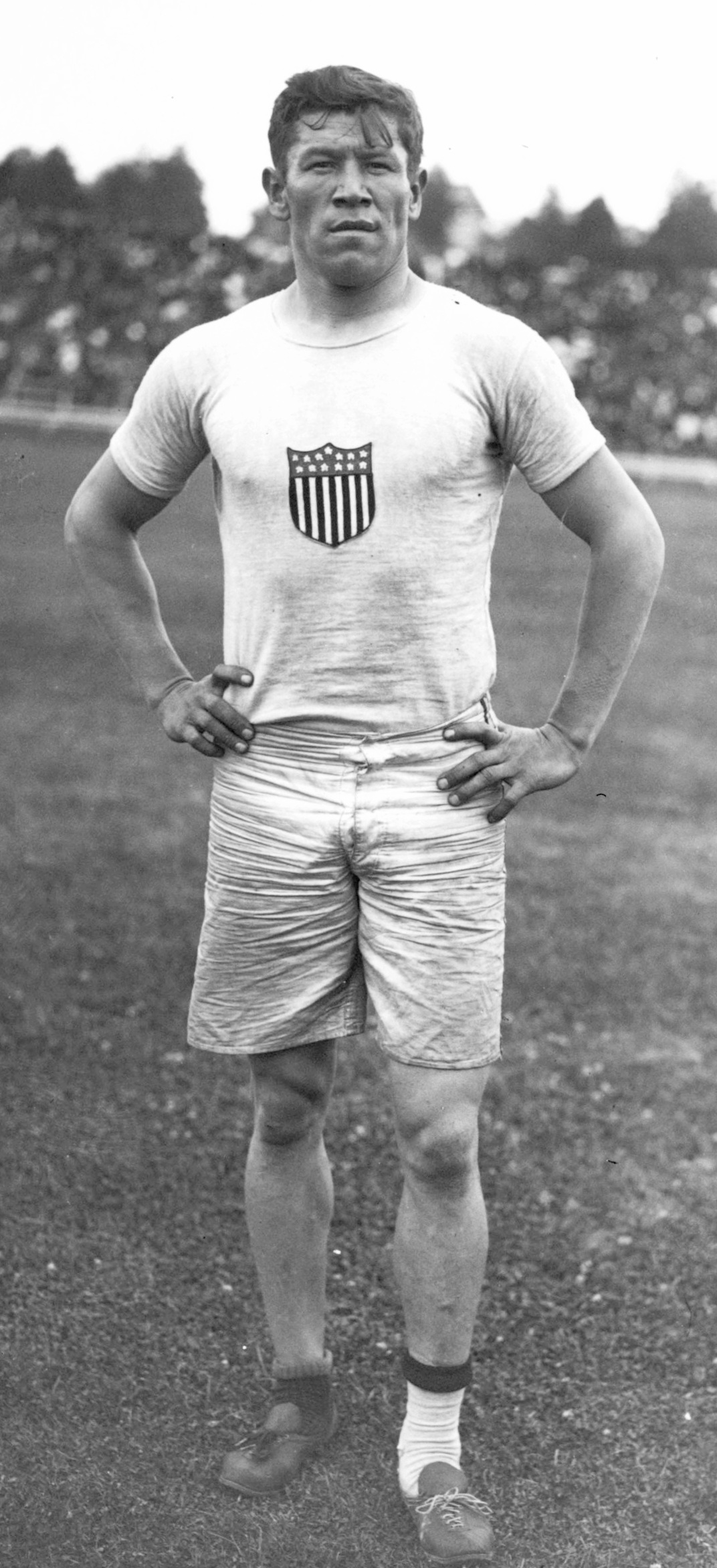
Jim Thorpe, Sieger im Fünf- und Zehnkampf, wurde im Weitsprung Siebter
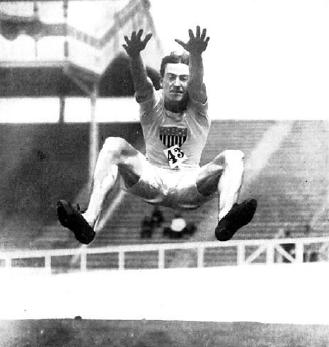
Der Olympiasieger von 1908 Frank Irons erreichte Platz neun
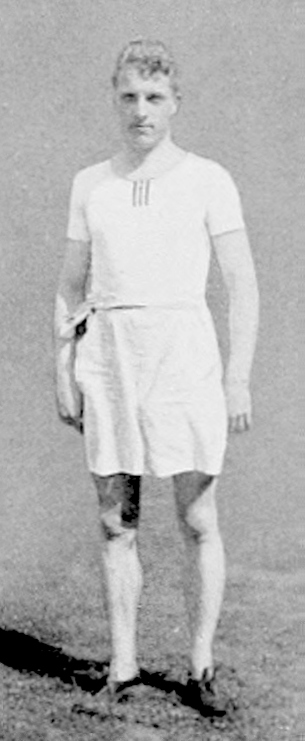
Der elftplatzierte Ferdinand Bie

## Video
- Gustav Lindblom Completes A Swedish 1,2,3 Medal Podium- Stockholm 1912 Olympics, youtube.com, abgerufen am 20. Mai 2021